# V634 Возничего
V634 Возничего (лат. V634 Aurigae) — двойная затменная переменная звезда типа W Большой Медведицы (EW) в созвездии Возничего на расстоянии (вычисленном из значения параллакса) приблизительно 11869 световых лет (около 3639 парсеков) от Солнца. Видимая звёздная величина звезды — от +15,27m до +15m. Орбитальный период — около 0,4509 суток (10,822 часов).

## Характеристики
Первый компонент — жёлтая звезда спектрального класса G. Эффективная температура — около 5414 K.
Второй компонент — жёлтая звезда спектрального класса G.